# 2019年6月16日香港逃亡犯条例改正案反対デモ
2019年6月16日香港逃亡犯条例改正案反対デモ（2019ねん6がつ16にち ほんこんとうぼうはんじょうれい かいせいあんはんたいデモ、中国語での正式名称：「譴責鎮壓，撤回惡法」大遊行、中国語の通称：616大遊行）は、民間人権陣線（民陣）の主催で2019年6月16日に行われたデモである。2019年6月9日香港逃亡犯条例改正案反対デモからわずか1週間後に行われたデモであり、デモの前日には行政長官の林鄭月娥が2019年逃亡犯条例改正案の審議延期を発表した。民陣は6月16日デモにあたり、逃亡犯条例改正案の完全撤回、逮捕されたデモ参加者への不起訴、警察によるデモ過剰弾圧への追及、反対デモの暴動認定の取り消し、林鄭月娥の辞任からなる「五大要求」を打ち出したが、政府が返答しなかったことで反対運動は膠着状態に陥った。この状態を打開すべく、わずか5日後に次のデモが行われた（ただし、21日のデモは民陣主催ではない）。
このデモは世界中のメディアから広く注目され、17日には『ニューヨーク・タイムズ』と『ワシントン・ポスト』が1面でデモについて報じた。デモ参加者の人数も注目を集めており、香港では主催者発表と警察発表の間に常に数倍の差があったが、6月16日のデモも同様であり、主催者発表では2,000,000+1人(この＋1は後述する梁凌杰のことである)が参加（香港におけるデモでは史上1位）、警察発表では338,000人が参加したが、警察による計算手法の正確さがロイター、BBCニュース、天下雜誌から疑問視された。また、デモの計画が発表されたのはデモの数日前だったため、6月9日や7月1日のデモと違い人工知能による統計が準備できておらず、また近隣の道路にあふれたデモ参加者の多さにより計算が困難を極めた。いずれにしても、香港返還以降では参加者数の最も多いデモとされる。

## 背景

### 逃亡犯条例改正案
2019年2月、香港政府は容疑者の身柄引き渡し手続きを簡略化して、中国大陸、マカオ、台湾（中華民国）にも刑事事件の容疑者を引き渡しできるようにする2019年逃亡犯条例改正案を提出した。改正案の直接のきっかけとなったのは、2018年2月17日に台湾で起きた潘暁穎殺人事件である。殺人事件が香港で起きたものではないため、香港の刑法では殺人罪で訴追できなかったが。香港政府は逃亡犯条例の規定で中国大陸やマカオが除外されていることが「抜け穴」であると主張した。改正案が成立した場合、香港行政長官は事例毎に引き渡し要請を受け付けることになる。要請を受け付ける容疑には殺人罪のほかには贈収賄、入出国審査官に対する詐欺など7年以上の懲役刑が科される可能性のある犯罪が30種類以上含まれる。また、中国大陸などから要請を受けて資産凍結や差押を行うこともできるようになる。
改正案の香港立法会での審議では4月3日に第一読会を通過した後、5月3日から24日まで法案委員会の主席選出をめぐって民主派と建制派の間で議員の間でもみ合いになるほどの激しい攻防があったが、政府は改正案委員会の審議を待たずに6月12日に第二読会を再開することを決定した。
これを受けて2019年6月9日香港逃亡犯条例改正案反対デモが実施されたが、香港政府は声明を発表して、改正案の撤回を拒否した。そのため、多くの市民は改正案の可決を阻止すべく、審議（第二読会）が行われる6月12日にゼネラルストライキを行い、立法会総合ビル周辺の道路を占拠した上でビルを包囲することを決意した（2019年6月12日香港逃亡犯条例改正案反対デモ）。

### 6月16日デモの計画（13日）と改正案審議の延期（15日）
12日デモを受けて、立法会秘書局が12、13、14日に審議を行わないことを次々と発表した。
13日、民間人権陣線は16日のデモ実施を発表、警察による12日のデモ隊鎮圧への批判と逃亡犯条例改正案の撤回を目的とした。
15日の午後、林鄭月娥は記者会見を行い、逃亡犯条例改正案の審議を「改正案の解説と意見聴取が終わるまで」延期する発表した（ただし、廃案とは発表せず）。改正案審議の延期に対し、民陣はこれを撤回とは違うとして、デモをそのまま開催するとした。

### デモ参加者の飛び降り自殺（15日16時 - 21時）
15日の16時すぎ、デモに参加した梁凌杰が背中に「林鄭殺港，黑警冷血」と書かれた黄色のレインコートを着て、パシフィック・プレスの外壁工事現場に設けられていた仮設足場に「反送中 No Extradition To China」「全面撤回送中，我們不是暴動，釋放學生傷者，林鄭下台，Help Hong Kong」と書かれた懸垂幕を張った。
通報を受けた消防士はエアパックを展開したが、パシフィック・プレスが外壁工事を行っていたことと歩道の横断防止柵が邪魔になっていたことから仮設足場のすぐ隣に設置できず、結局梁が飛び降りた後に着地した場所はパシフィック・プレスとエアパックの間の地面となった。その後、梁はラットンジー病院に緊急搬送されたのち死亡した。梁は遺書を2通残しており、1通は葬儀の望みなどについて記述し、もう1通は逃亡犯条例改正案の反対を表明した。
同日夜には多くの市民がパシフィック・プレスの外で花を供え、2014年香港反政府デモの計画を立てた人物の1人である朱耀明も花を供えた。

## 経過

### 香港島に押し寄せるデモ参加者（16日12時 - 17時）
6月16日のデモ行進は前回にあたる6月9日デモと同じく、ヴィクトリアパークから始まり、金鐘の立法会総合ビルで終わるが、警察は前回と違いヴィクトリアパークのサッカー場を集合場所として開放した。また、民間人権陣線（民陣）は6月9日のデモでは白い服の着用を呼びかけたが、16日のデモでは黒い服の着用を呼びかけた。16日の正午すぎには市民が次々とヴィクトリアパークに集まった。デモ行進は15時の予定だったが、14時には香港島の鉄道駅が黒服を着たデモ参加者にあふれたため、構内のエスカレーターの一時停止、改札の一時閉鎖、列車の増発などラッシュ時の混雑緩和策がとられた。中でもヴィクトリアパークの最寄り駅である天后駅はホームの混雑により14時に一時的に通過駅に変更され、15時に復旧した。列車運転手が車内放送で「わたしの代わりに行ってきて！香港人がんばれ！」（代埋我去，香港人要加油！）とデモ参加者にエールを送るというシーンもあった。
九龍バスは16日朝に香港島行きのバスの便数増を発表したが、香港海底トンネル前バス停は午後よりデモに行く市民が長蛇の列をなし、一時は最後尾が最寄り駅の紅磡駅の構内にあるほどだった。バスのほか、フェリーで向かう市民も多く、スター・フェリー・ピアで並ぶ市民の列がアベニュー・オブ・スターズのインターコンチネンタルホテル近くまで伸びた。このフェリーに乗る市民の列は長さが一時1 km以上にもなった。
行進が始まる時間は15時の予定だったが、デモ参加者の多さにより民陣は予定を前倒しして、14時43分にデモ行進を開始した。デモ隊の先頭には白背景に黒字で「痛心疾首」と書かれた懸垂幕と、黒背景に白字で「撤回惡法」と書かれた懸垂幕が掲げられた。ただし、民陣がデモ行進を始めるよりも前に行進をはじめた市民もおり、これにより（9日デモと違い）デモ行進が始まった時点で高士威道の全車線がデモ行進用に開放された。また、銅鑼湾の怡和街、利園山道や湾仔の軒尼詩道からデモ行進に加わる市民に対し警察が制止を試みず、これも9日デモでの扱いより緩和されていた。

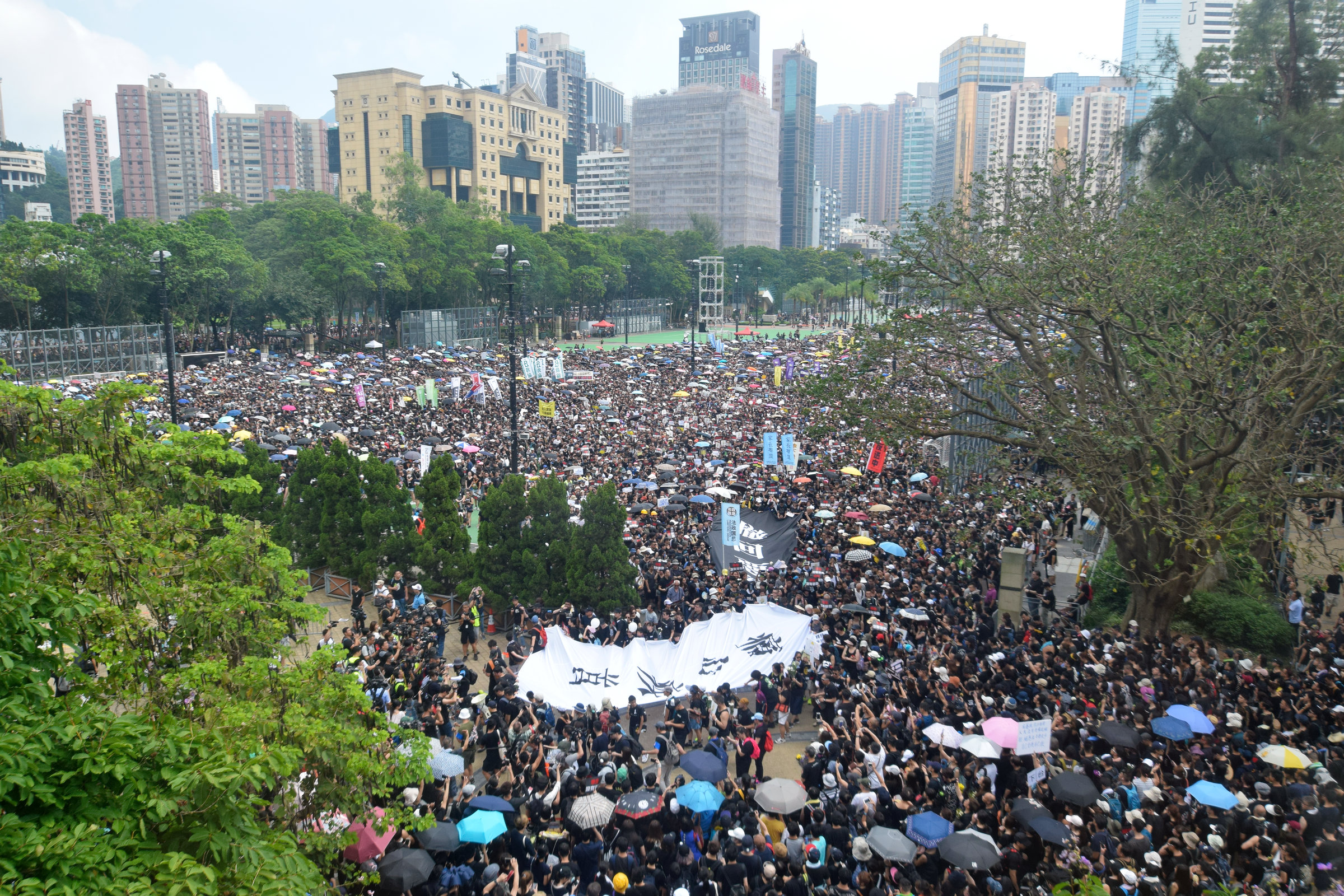
14時43分、ヴィクトリアパークからデモ行進をはじめる市民
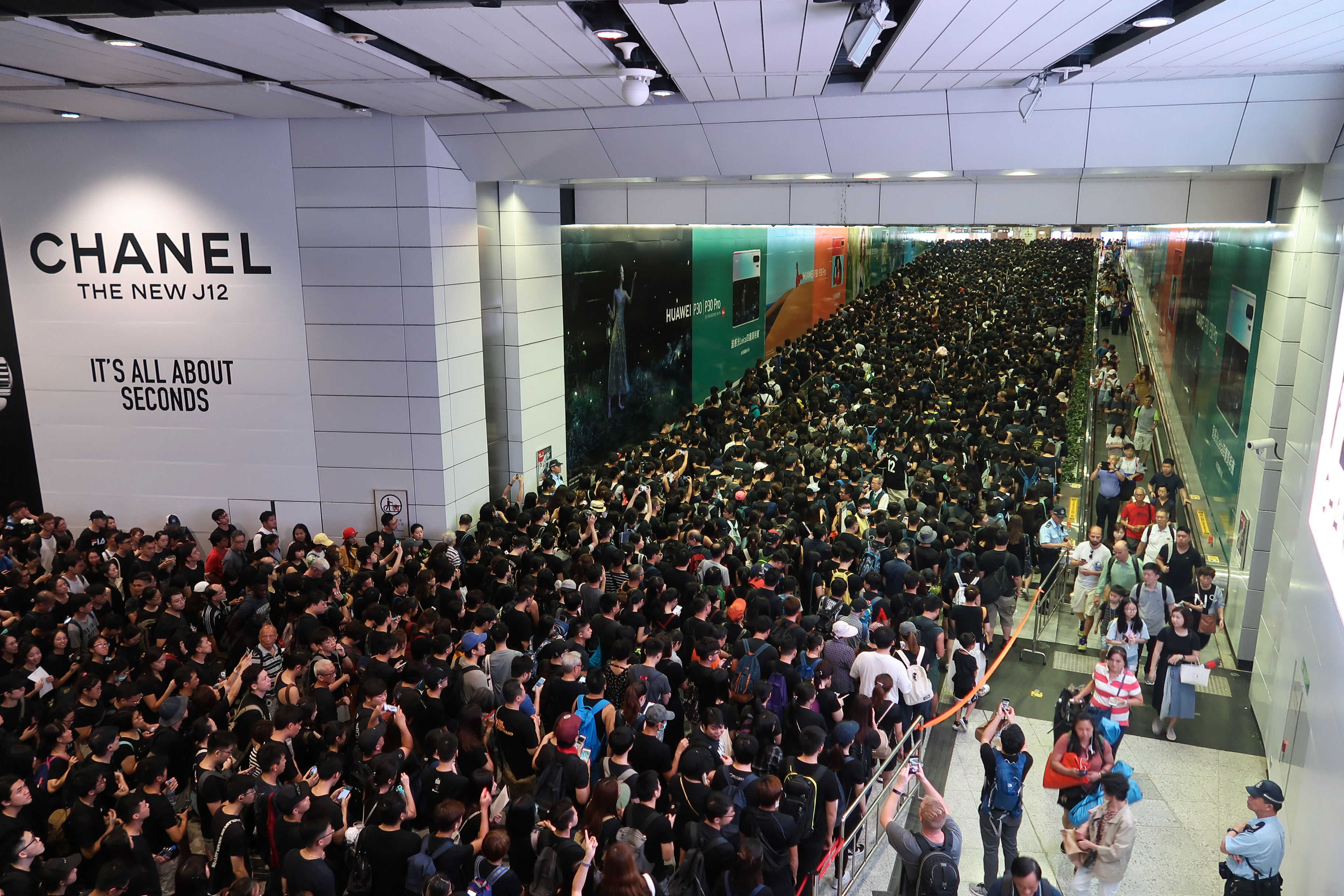
デモが始まる頃（14時42分）、デモに参加するために香港駅から中環駅に歩いている市民
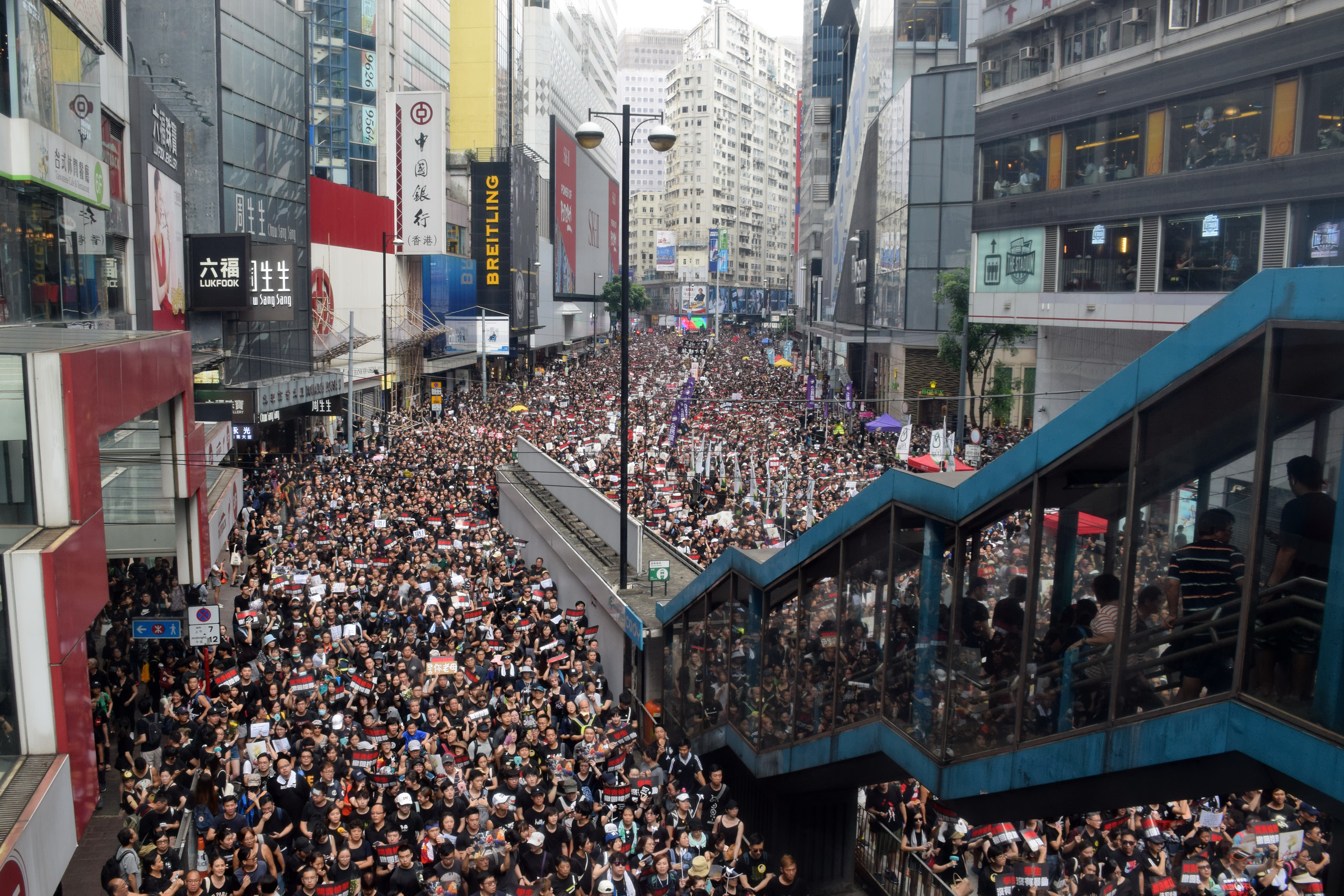
15時30分頃、軒尼詩道のハイサン・プレイス（中国語版）近くにて
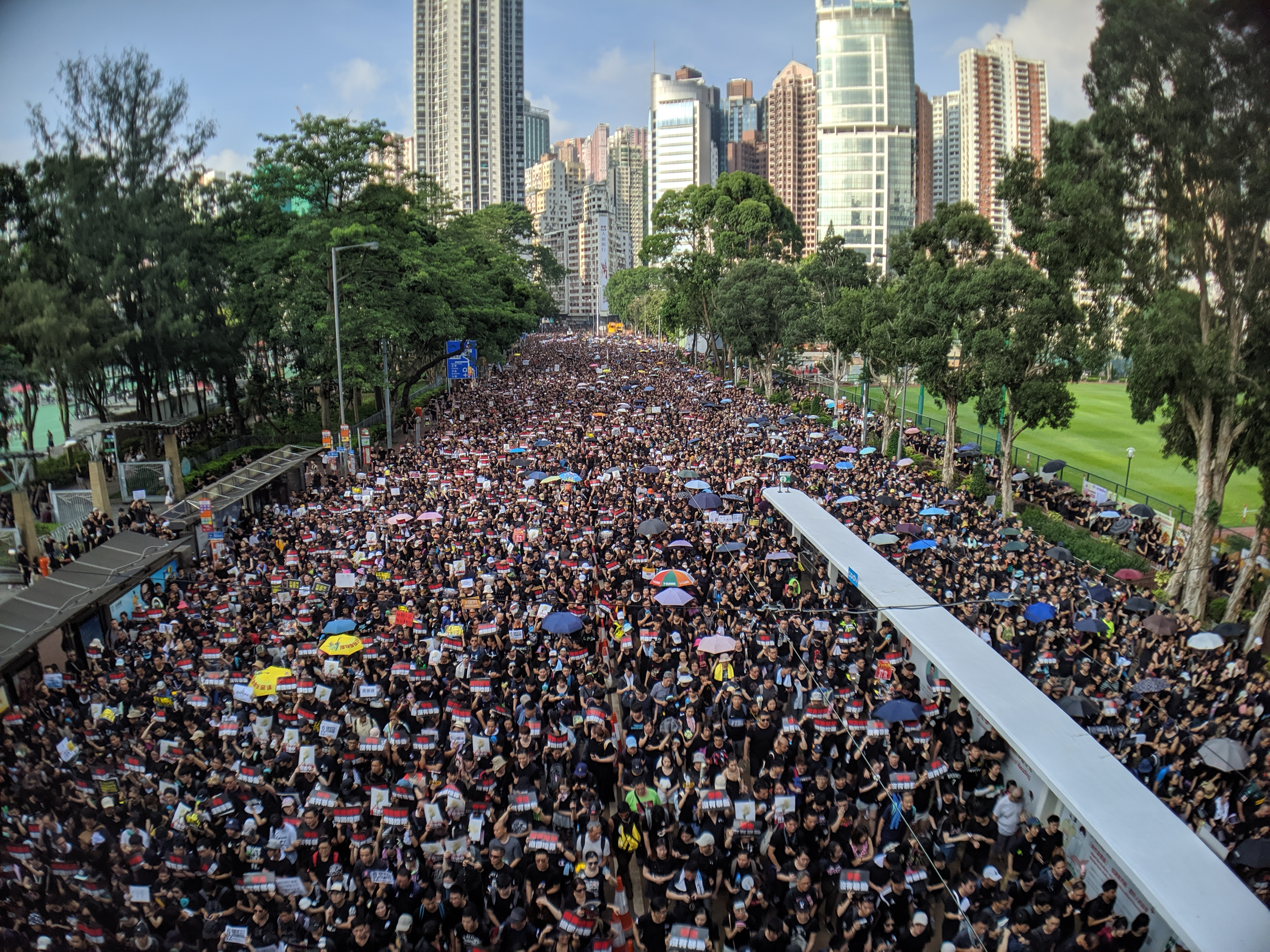
17時、高士威道にあふれるデモ参加者

### 梁凌杰に献花する市民
デモ参加者の一部は金鐘で一時的にデモ行進から離れてパシフィック・プレイスに向かい、前日に同地で飛び降り自殺した梁凌杰を悼んだ。黒服を着た多数の市民が献花するシーンに号泣する市民や、梁が飛び降りたときに着ていた服である黄色のレインコートを着て梁を悼む市民もいた。15時には献花に来る市民の列がピークトラムの花園道駅まで伸びるほどとなった。

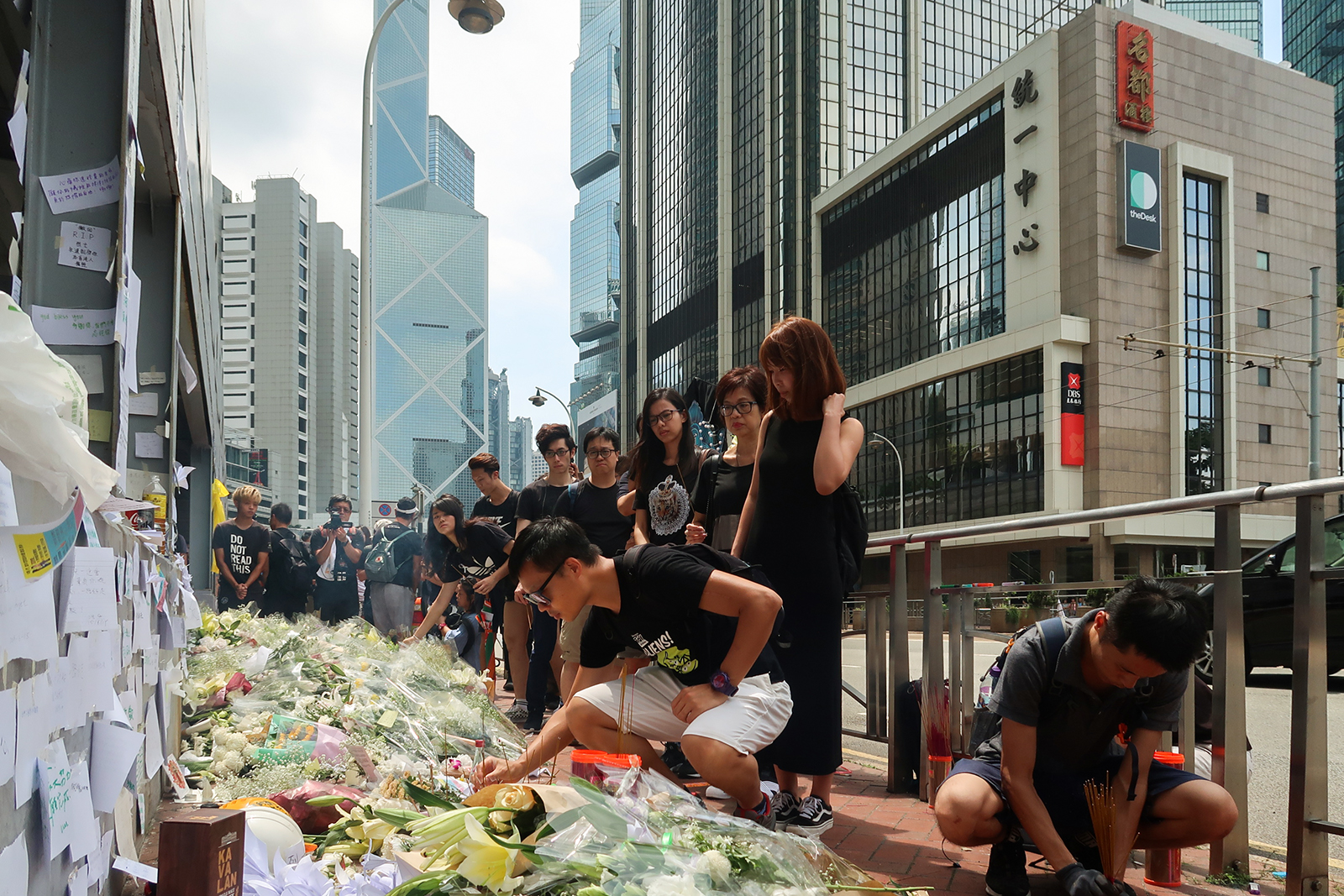
献花の様子（14時20分）
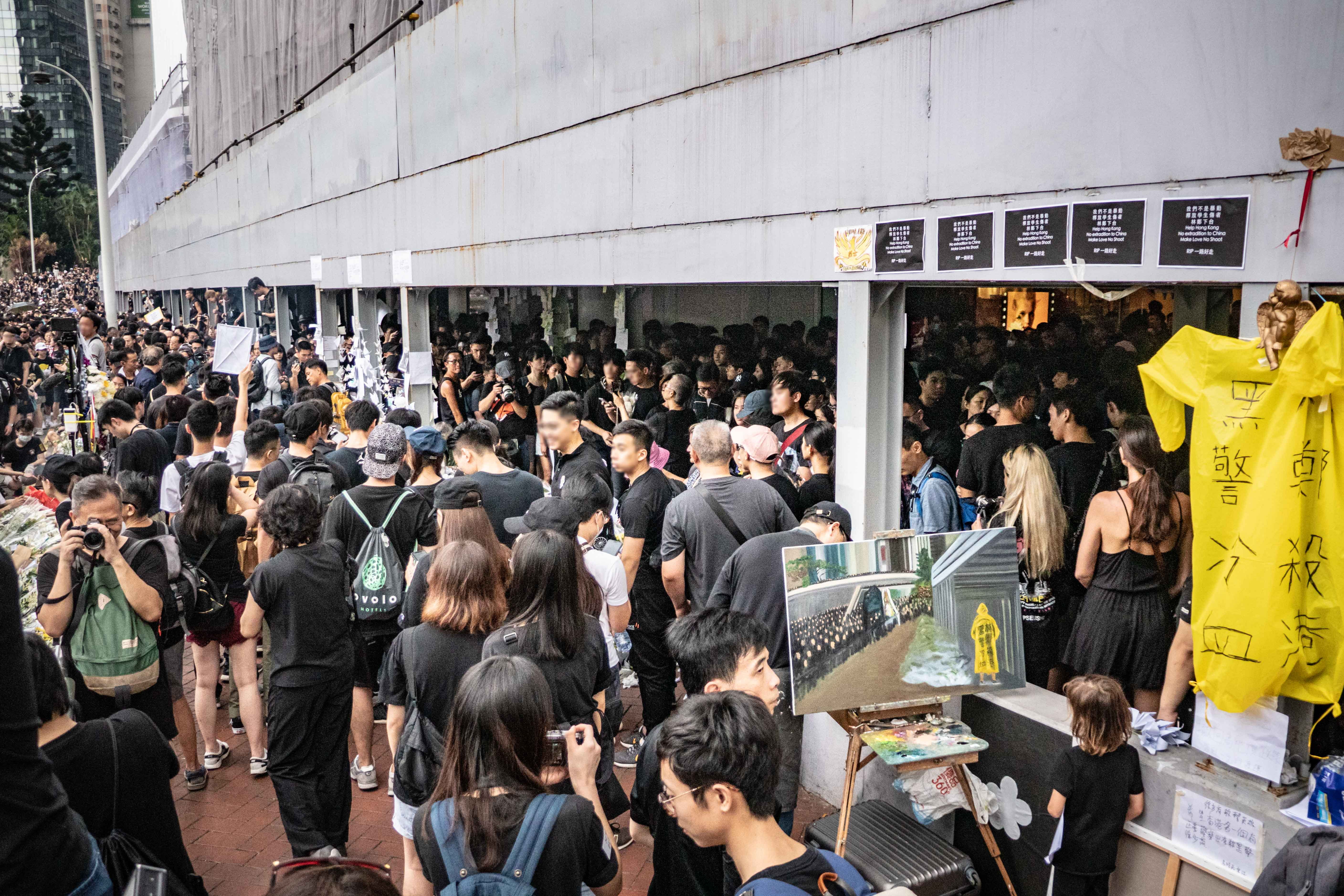
梁凌杰（中国語版）を悼む市民（16時46分）
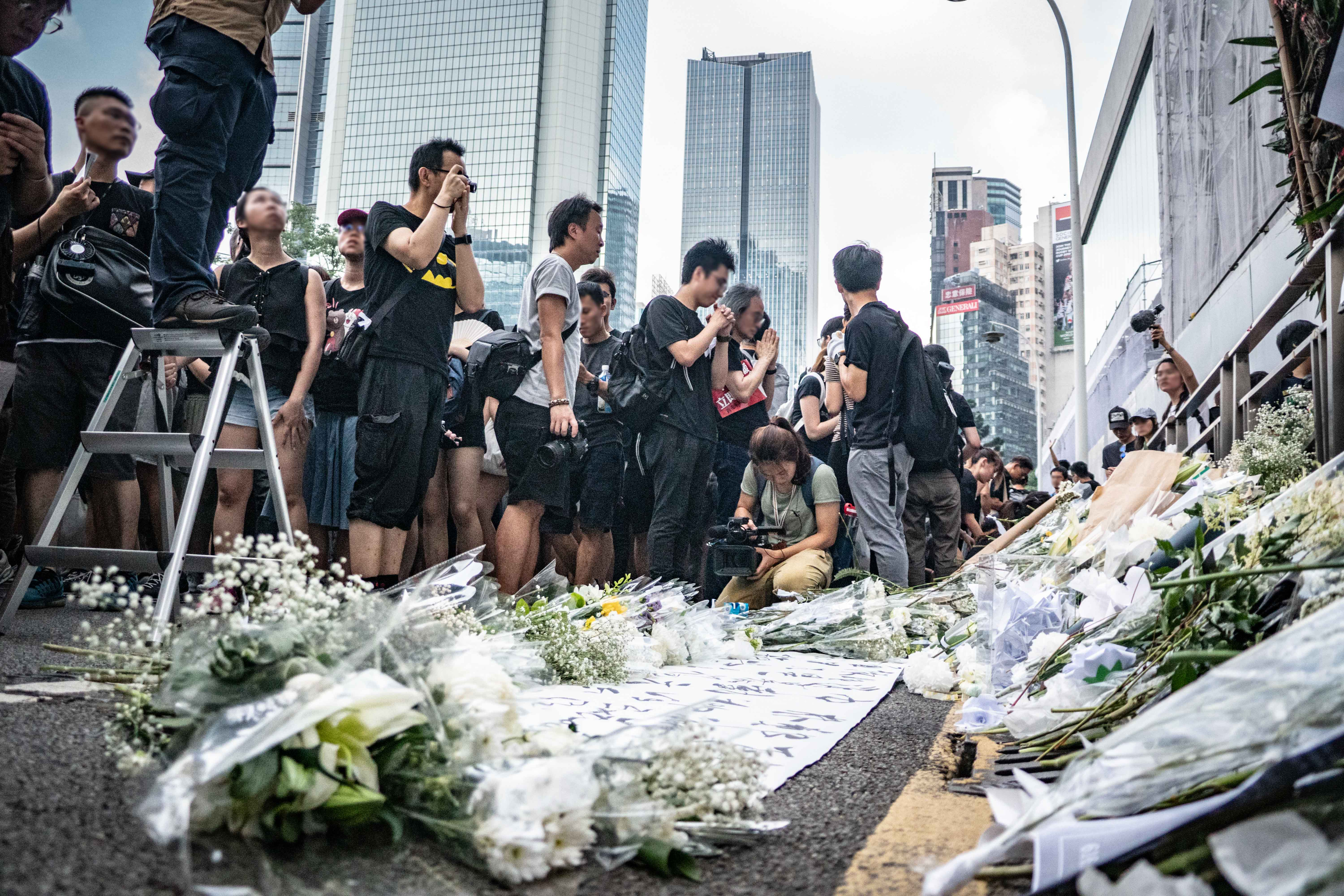
手向け花が車線にあふれる様子（16時55分）

### 香港島北部の道路がほぼ全てデモに開放される（16時 - 20時）
16時、デモ隊の先頭が行進の終点である金鐘の添美道に到着、民陣は参加者数の多さを理由に駱克道の2車線の開放を発表した。しかし、デモ隊の先頭に立つはずだった、民陣の懸垂幕はデモ隊列に割り込む市民が多数いたため銅鑼湾のそごうで進めず、そこで約50分間とどまってようやく前進することができた。16時30分、駱克道よりも北側にある謝斐道と告士打道の1車線がデモ用に開放された。この時点でも割り込み参加する市民が多く、ヴィクトリアパークの東側にある天后や炮台山で並んでいる市民は英皇道から全く進めなかった。17時には駱克道の全車線が開放された。

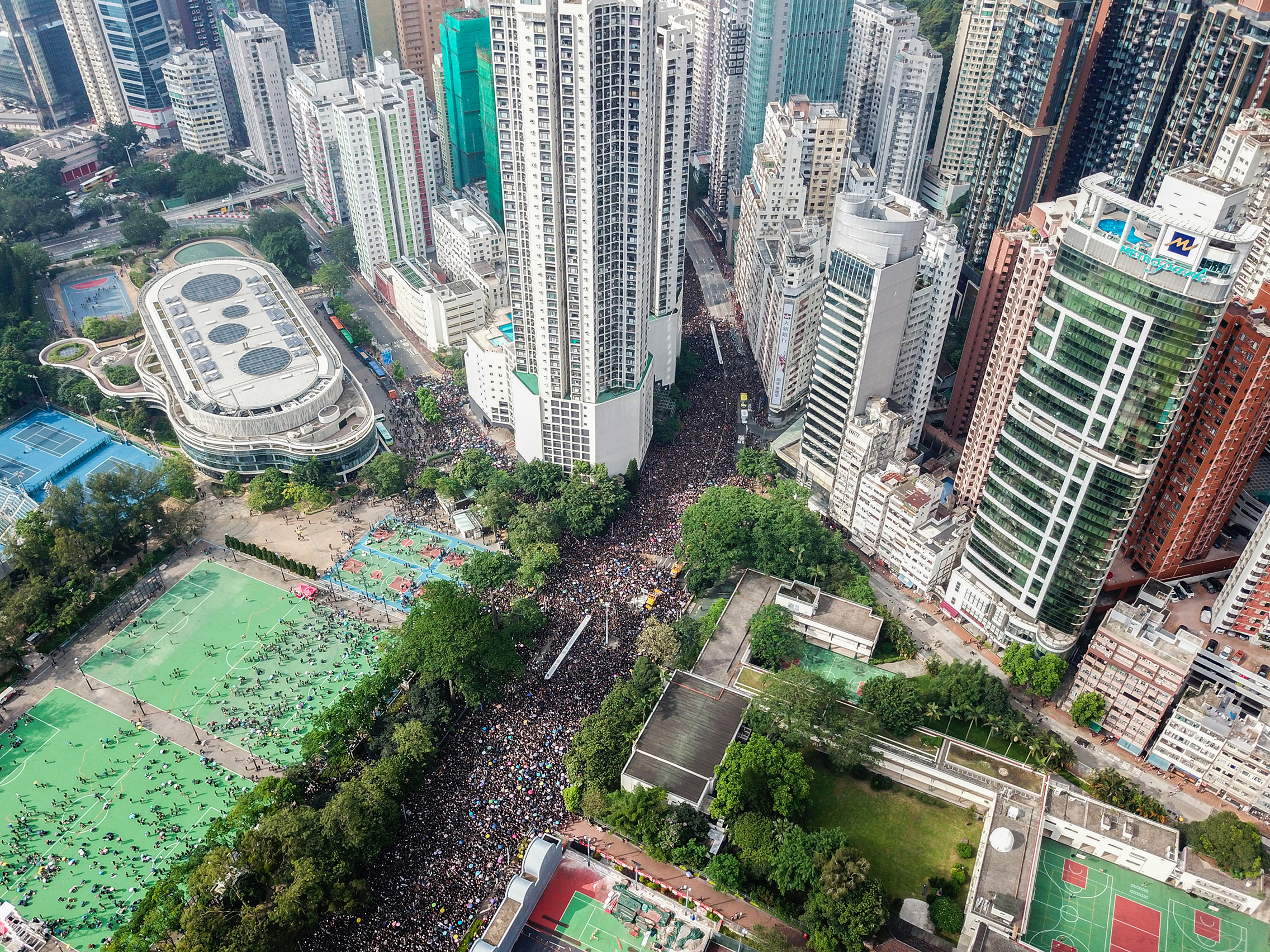
ヴィクトリアパークに入れなかったため、英皇道で直接デモ行進に参加する市民も多かった。
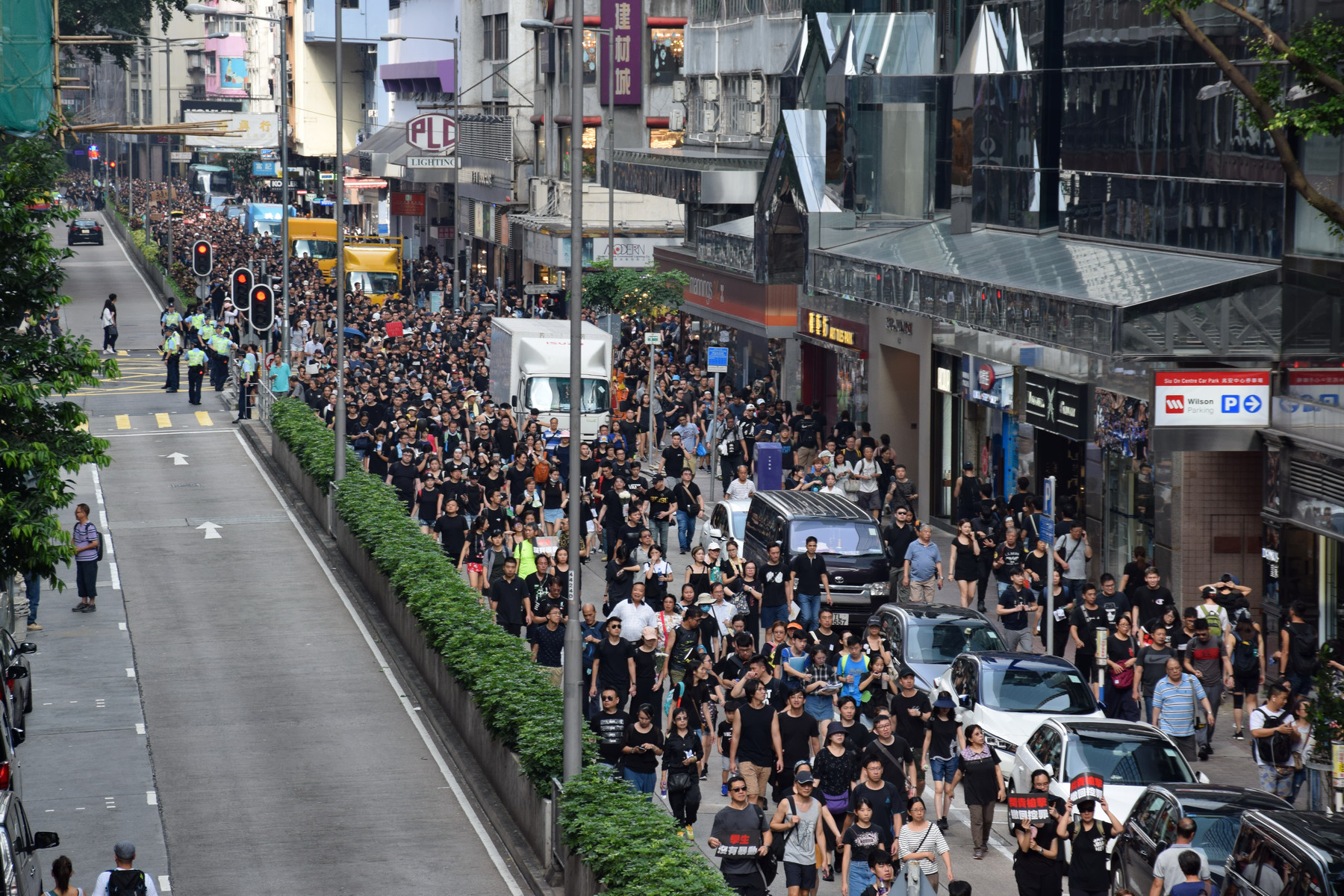
参加者数が多すぎたため、軒尼詩道ではなく駱克道（中国語版）を行進する市民の様子（16時）
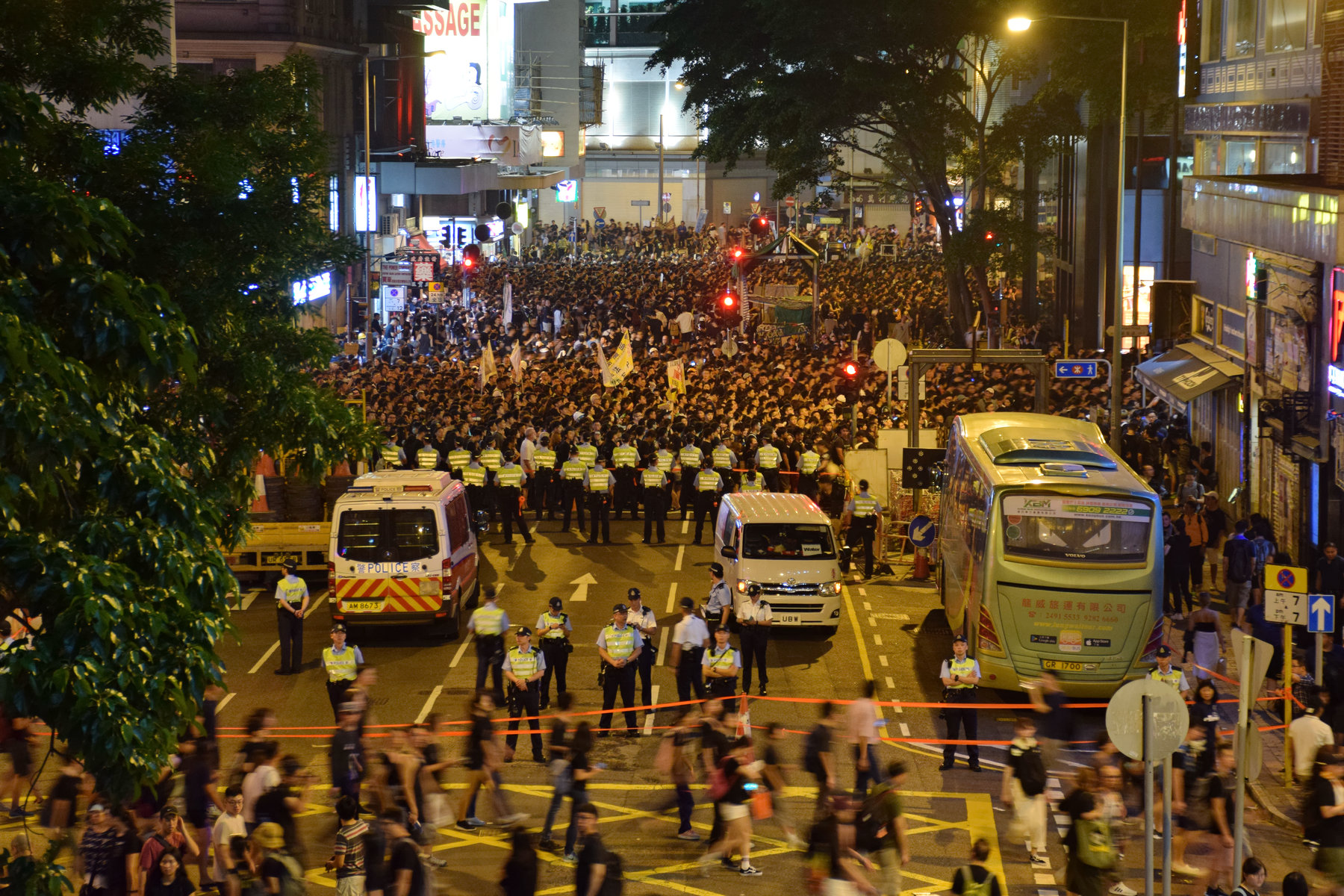
軒尼詩道と駱克道の全車線がデモ行進に使用されている様子（20時）

立法会総合ビルのデモ区画は12日デモのときに一時閉鎖されたが、16日までに再び開放され、16日デモの最中にも閉鎖されることはなかった。警察数十人が警備していたが、入り口に立っているにすぎず、デモ区画を巡察することはなかった。デモに参加する市民が続々と到着して、デモ区画やタマール・パークに入ると、民陣は添華道で集会するよう呼びかけた。
17時、民陣はデモ参加者に対し「開路」（道を開けろ）のシュプレヒコールをやめるよう呼びかけたが、これはデモ行進に使用できる道路がすでに全て開放されているためだった。17時30分には軒尼詩道の南側にある天楽里、湾仔道、莊士敦道が開放され、告士打道では1車線が追加で開放された。
18時すぎ、ヴィクトリアパークに集まった市民がようやく全員出発できたため、高士威道が再び車道として開放された。一方、前方である金鐘では集まった人が多すぎたため夏慤道の車線に出て行進を続く市民が続出、やがて夏慤道の全車線がデモ隊に占領される形となった。これにより夏慤道を走っていたバスなどが人に囲まれて立ち往生したが、バスが緩やかに発進して脱出しようとすると、その前方にある市民がすぐさまに道を開け、メディアからまるで「モーセの海割れ」のようだと形容された。

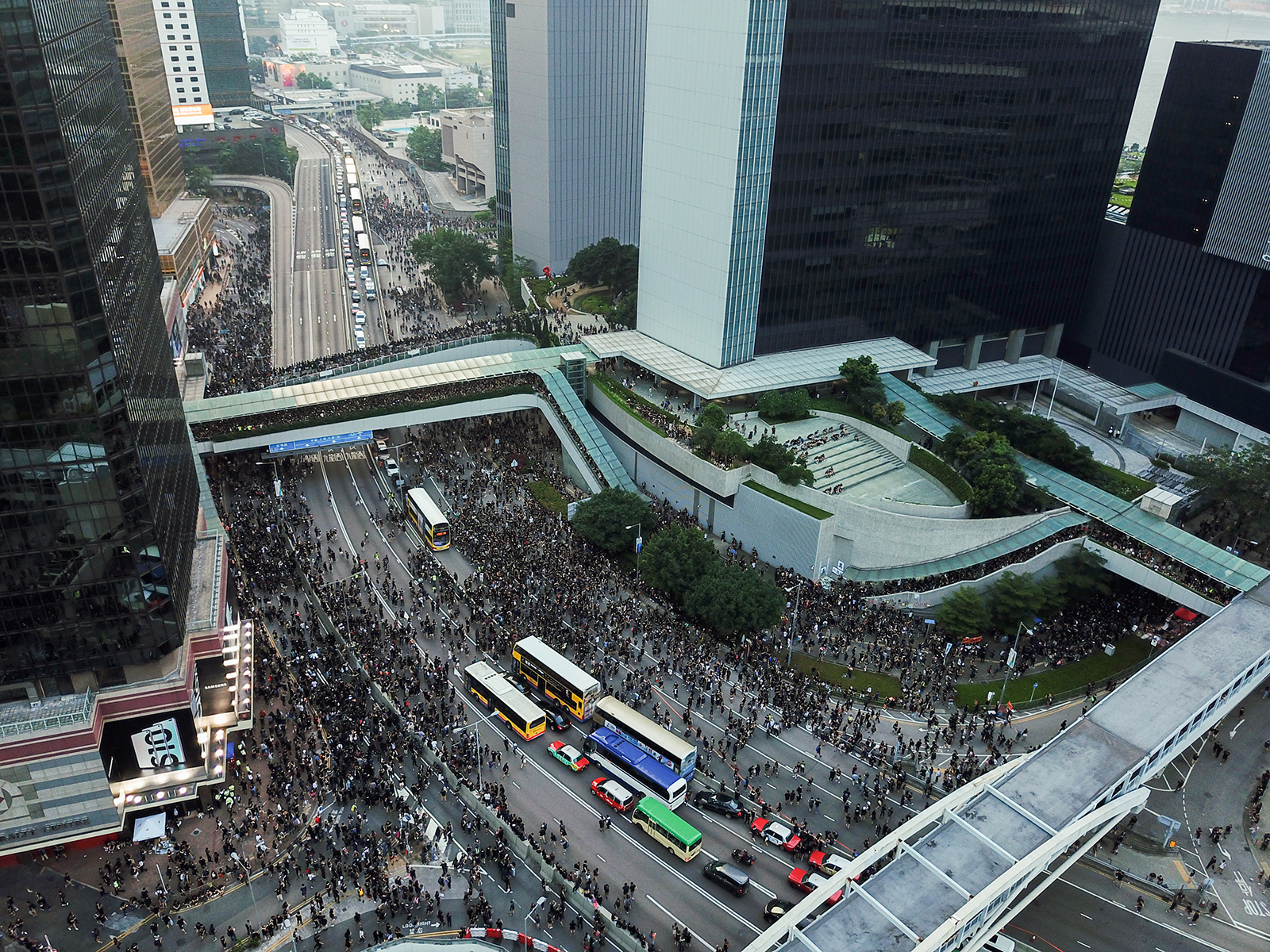
夏慤道（中国語版）を占領するデモ隊（18時40分）
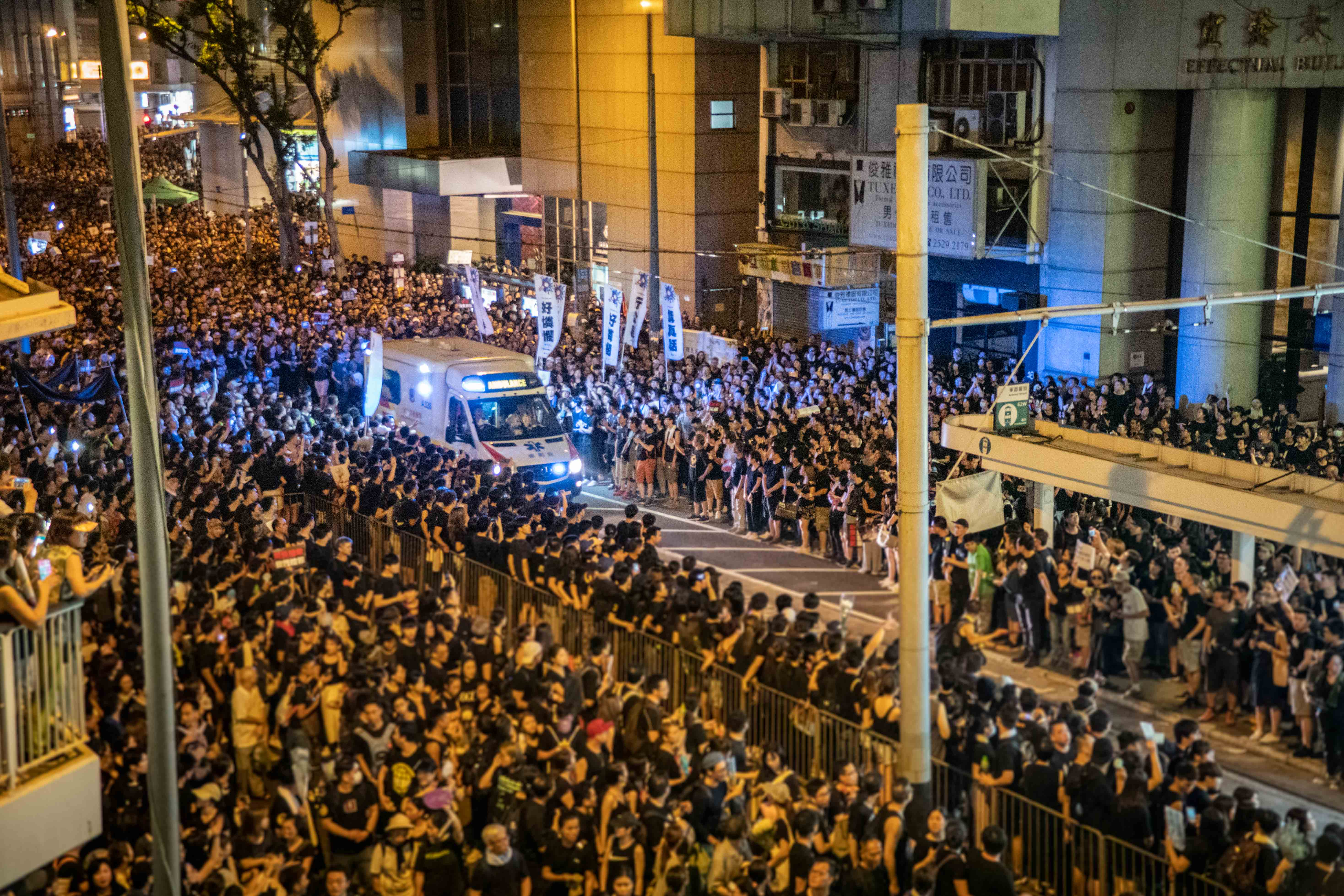
軍器廠街（中国語版）近くで救急車に道を譲る市民（19時52分）
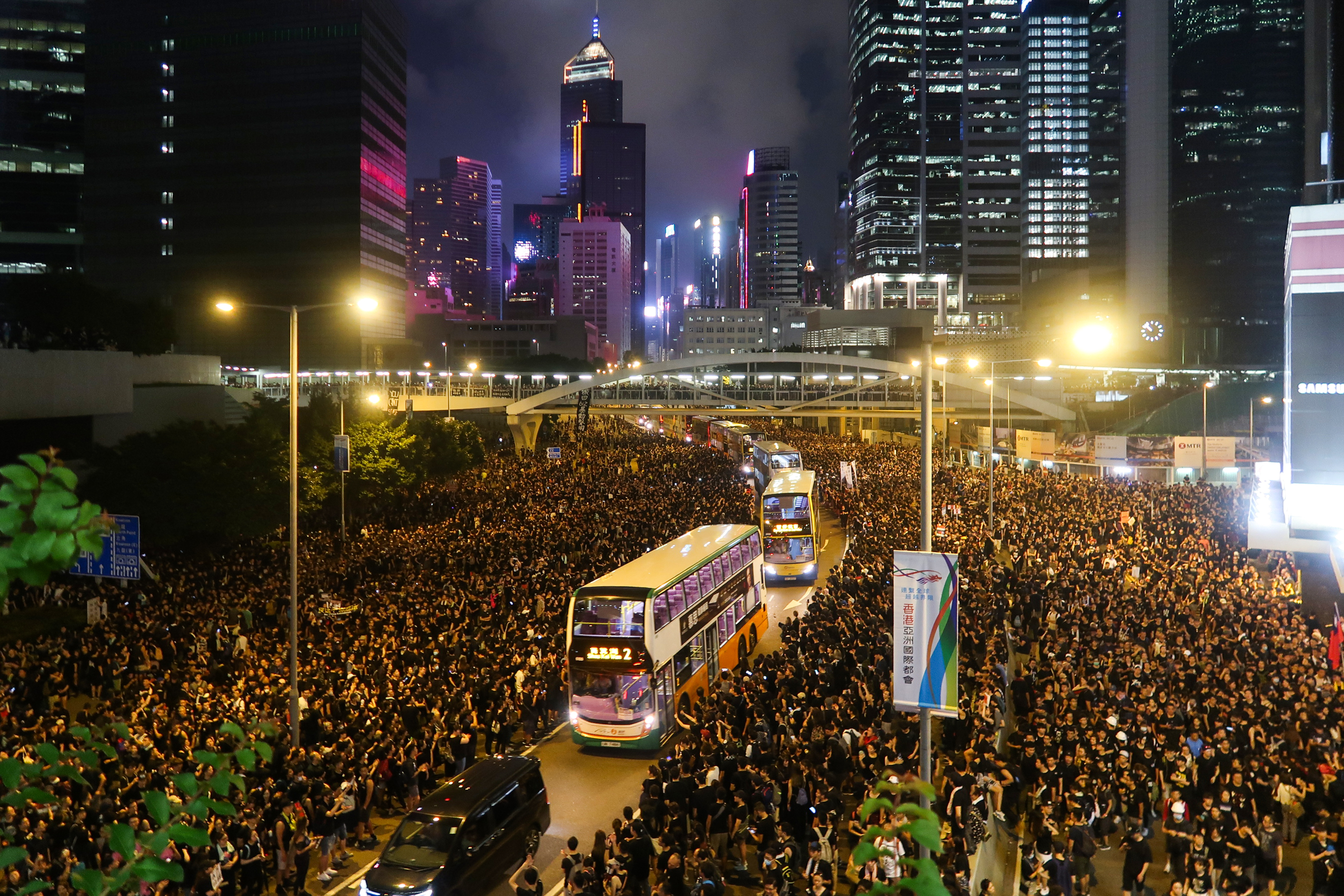
夏慤道（中国語版）でバスに道を譲る市民（20時6分）
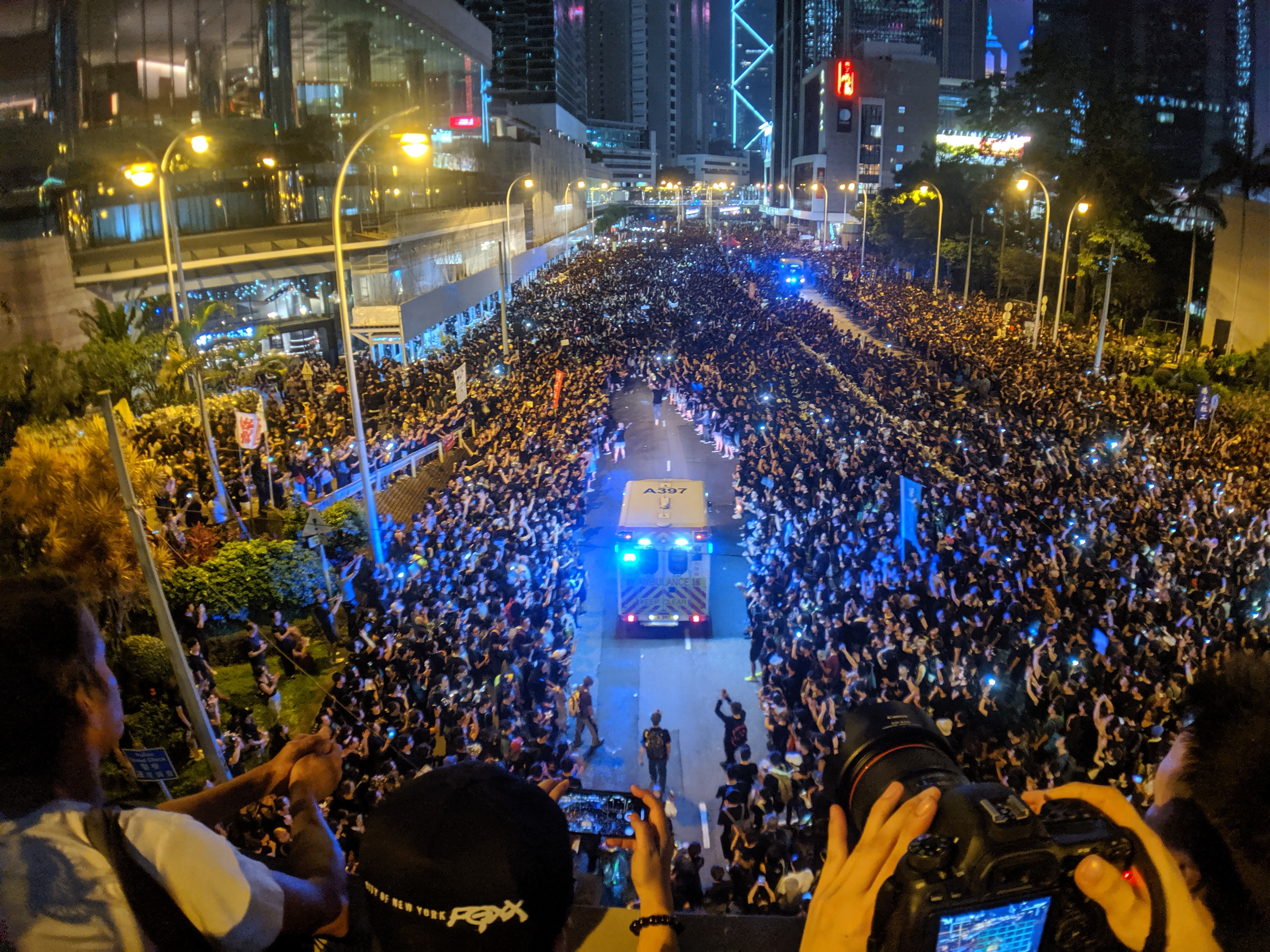
金鐘道（中国語版）で救急車に道を譲る市民（21時48分）

日没後もデモに加わる市民が相次ぎ、21時すぎになってデモ隊列の最後尾がようやく湾仔のサウソーン・パークにたどり着いた。その後、デモ隊列の最後尾は23時すぎに金鐘道まで進んだ。

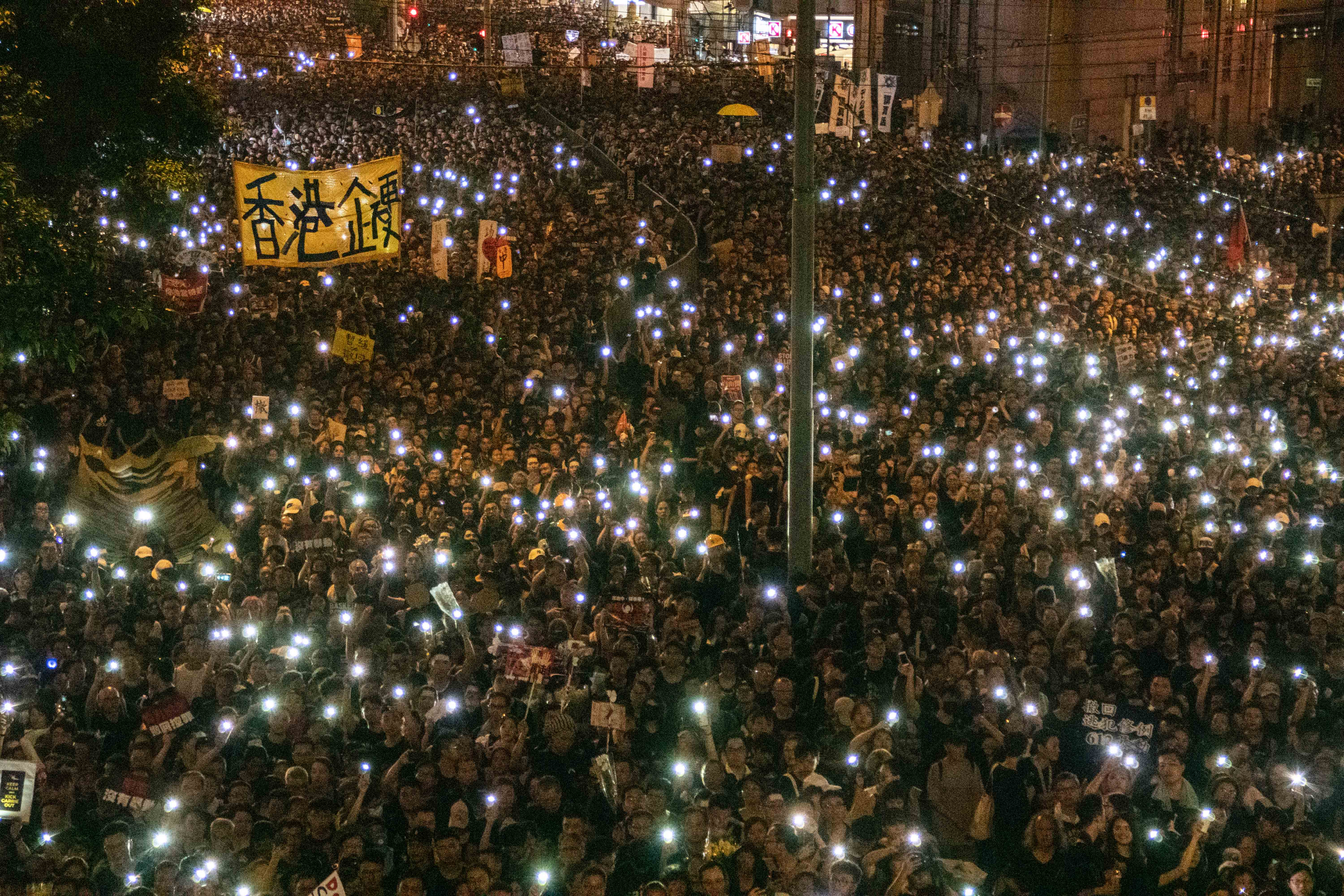
莊士敦道（中国語版）近くのデモ隊がスマートフォンの懐中電灯をつけた様子（19時36分）
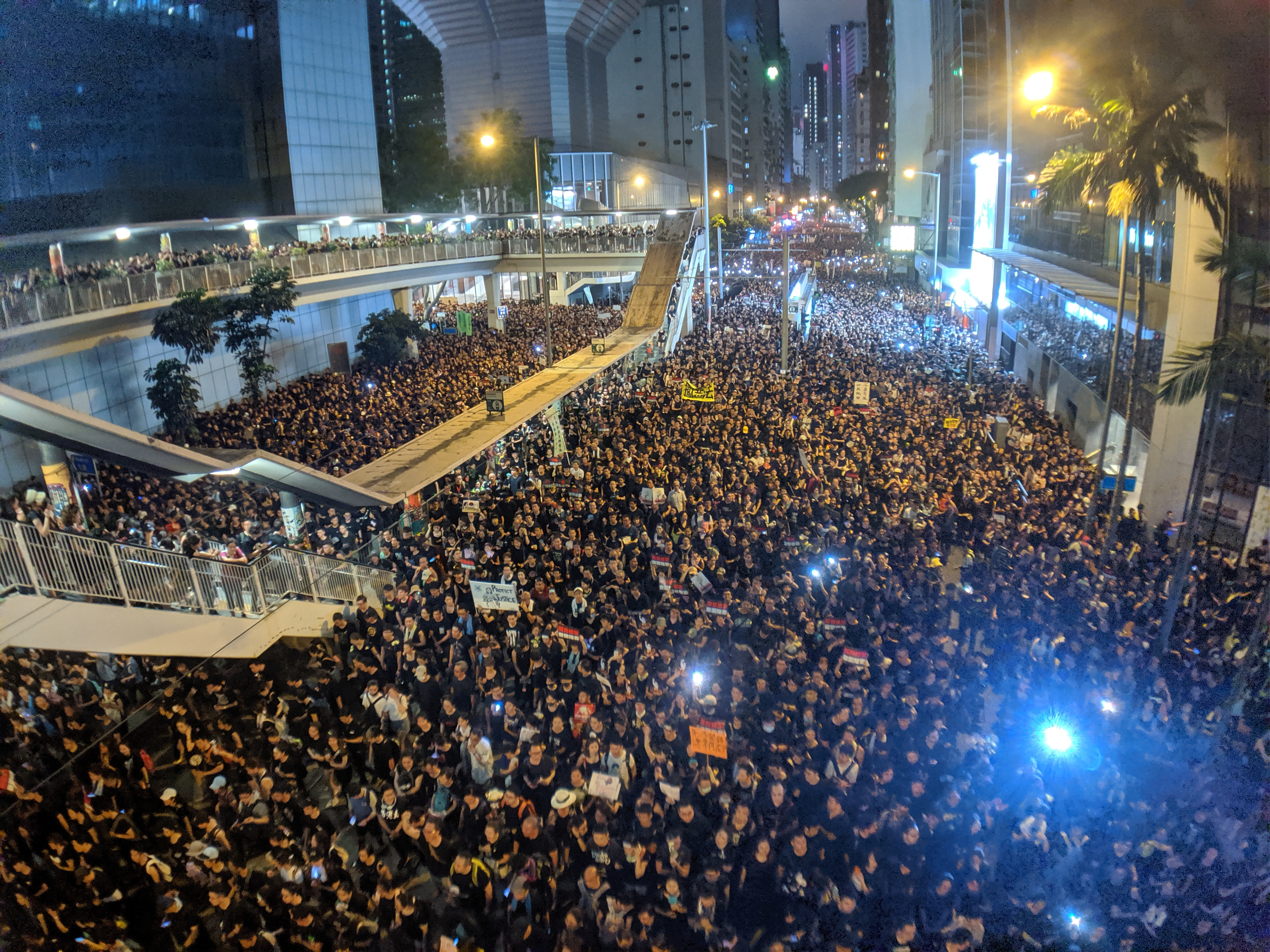
軍器廠街（中国語版）近くのデモ隊（20時57分）
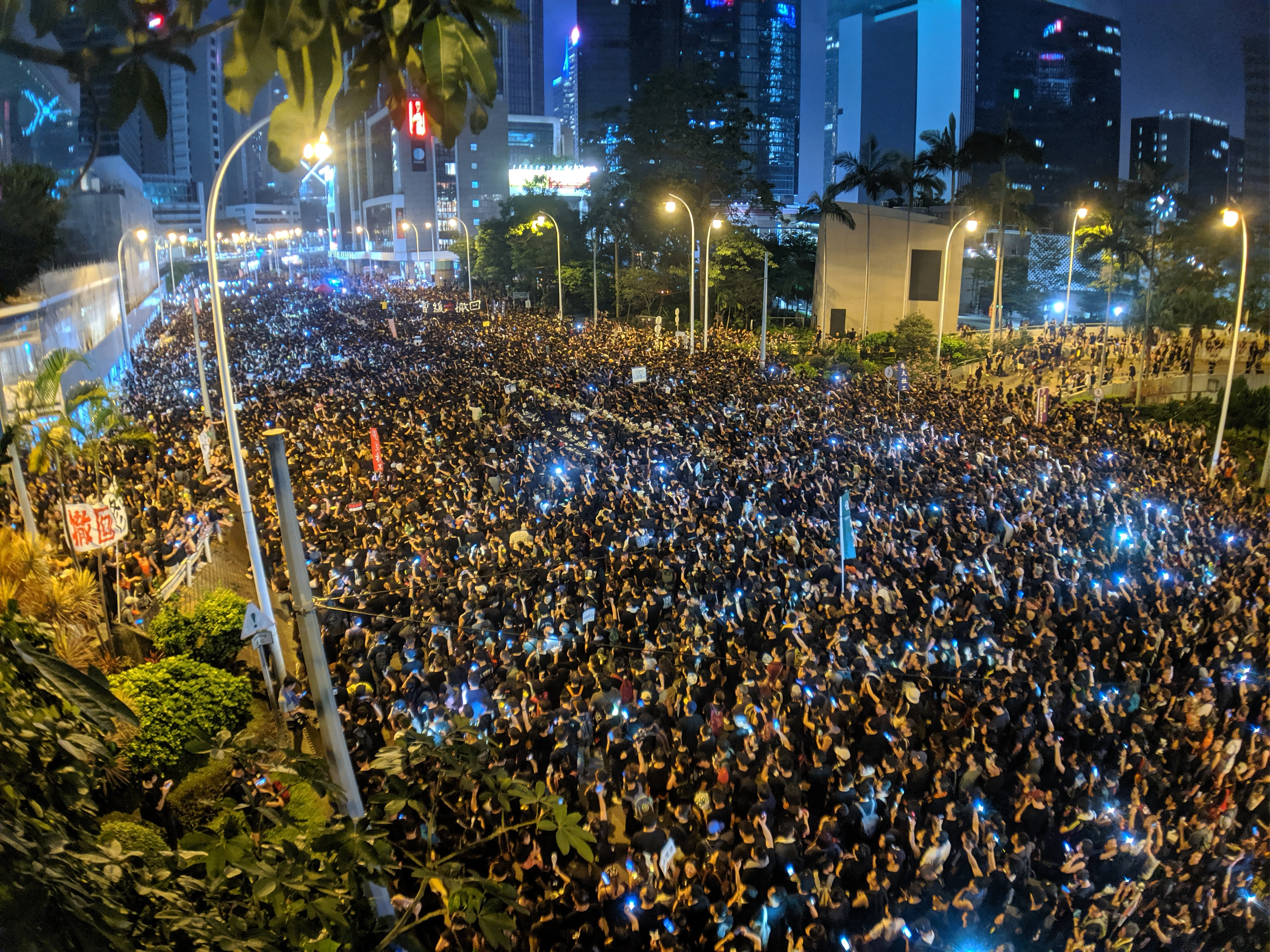
パシフィック・プレイス（中国語版）近くのデモ隊（21時48分）

### 政府が五大要求に返答せず（20時30分）
香港政府は16日の20時29分にプレスリリースを発表した。林鄭月娥はこのプレスリリースで逃亡犯条例の改正について謝罪したが、民陣の五大要求については返答しなかった。

### 金鐘で徹夜するデモ隊（16日23時 - 18時6時）
金鐘道では23時すぎになっても梁凌杰への献花が続いていた。また、夏慤道、竜和道、添華道、添美道は24時以降にも多数の市民が徹夜で道路を占領した。道路占領に参加したデモ隊はほとんどが林の謝罪を受け入れず、ときどき「林鄭下台」（林は辞任せよ）、「撤回」などとシュプレヒコールをした。また、ドラムを打ち鳴らしながら夏慤道を行進する市民や、聖歌を歌う市民もいた。金鐘駅と香港政府新庁舎をつなぐ歩道橋には「我們不是暴徒」（わたしたちは暴徒ではない）、「撤回修例」（改正案を撤回せよ）、「反送中」（中国への送還に反対）などと書かれた横断幕と懸垂幕が掲げられた。民主派の立法会議員は金鐘に駆けつけて、デモ隊に「不流血、不受傷、不被捕」（血を流さない、怪我しない、逮捕されない）よう気をつけてほしいと述べた。立法会議員の鄺俊宇はこれ以上デモ隊が傷つけるのを見たくないと発言、同じく立法会議員の胡志偉は金鐘の道路占領が林にとって圧力になると述べた。

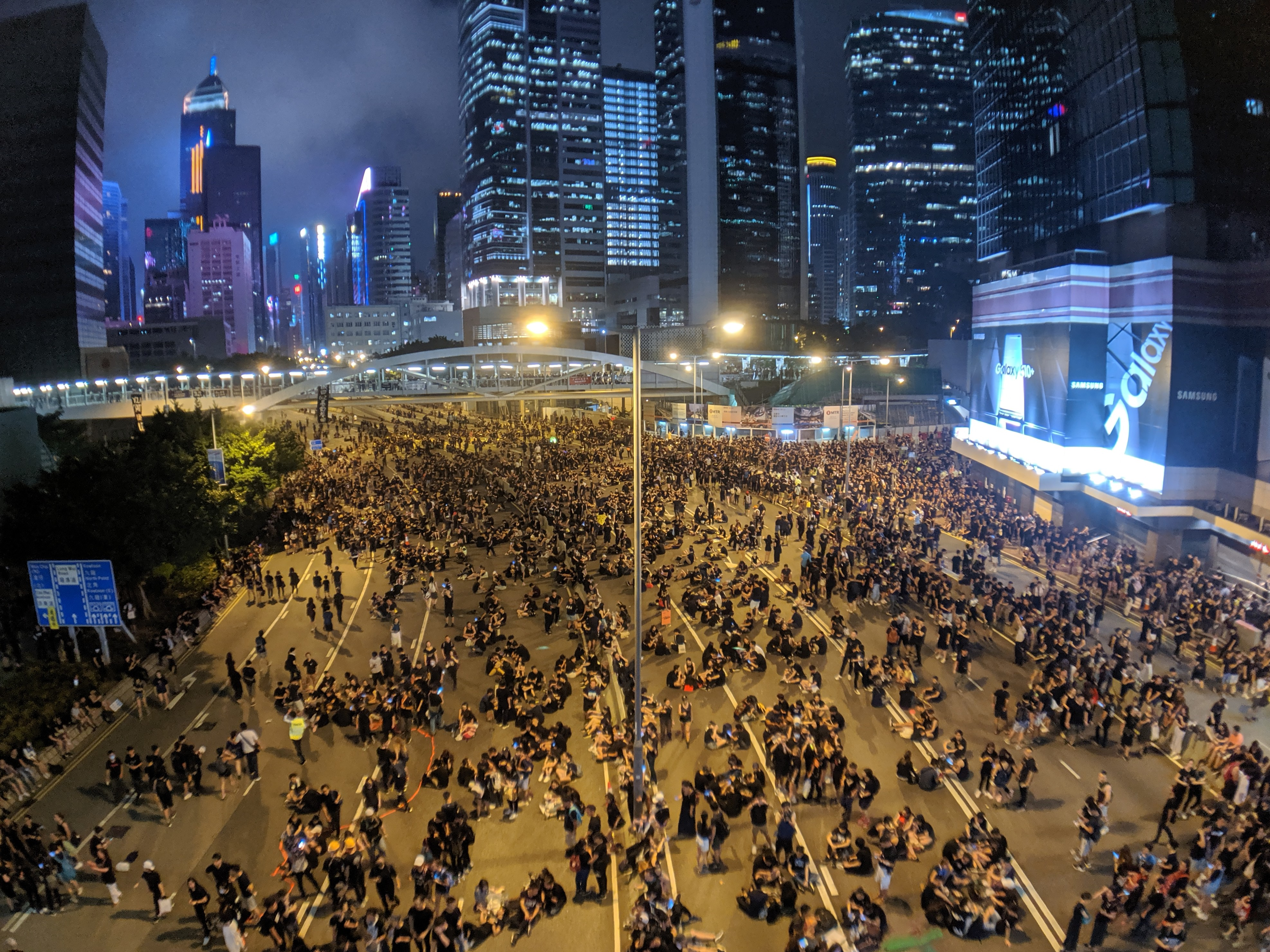
22時時点の夏慤道

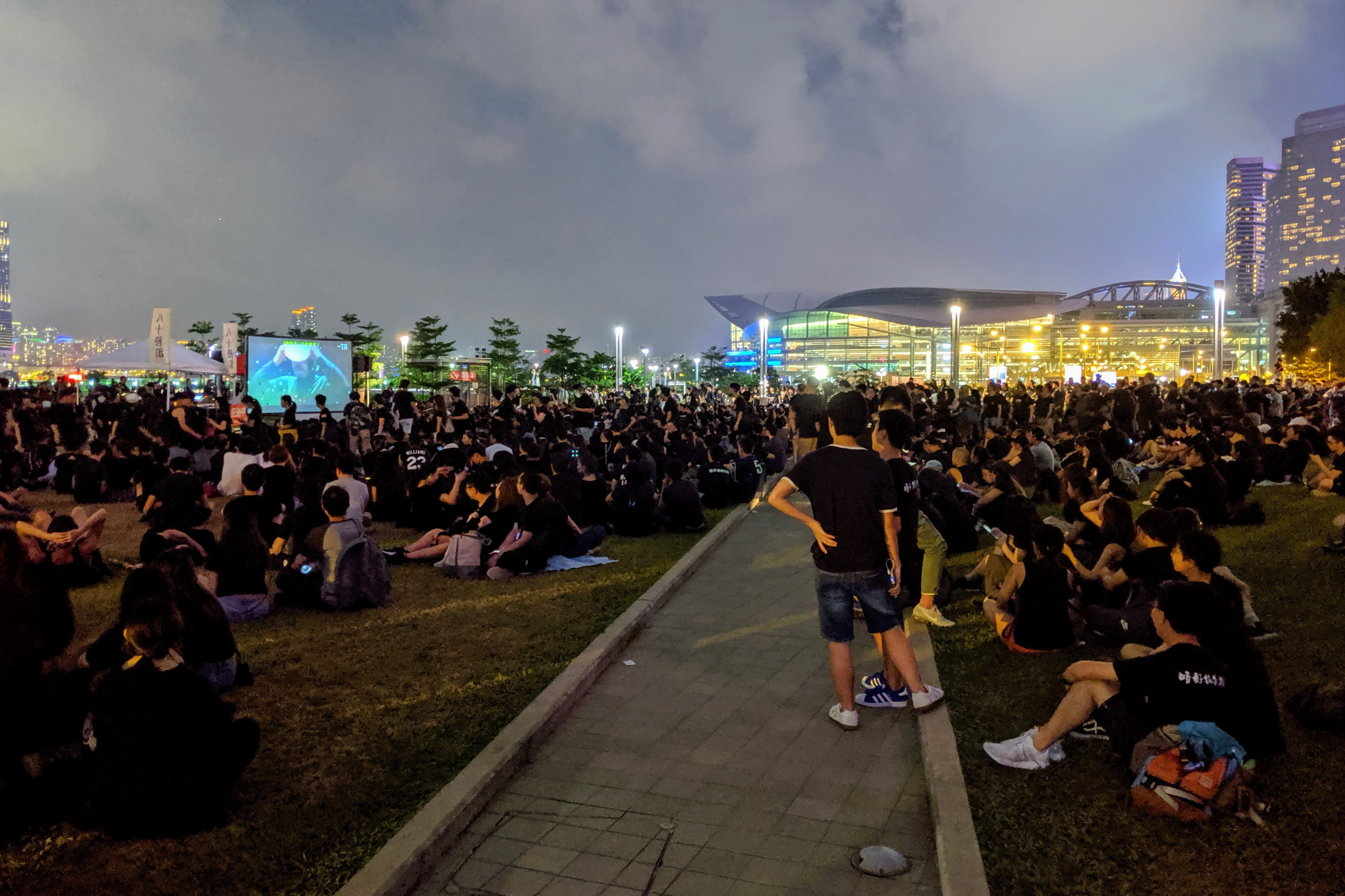
タマール・パークでデモ集会に参加する市民（22時14分）

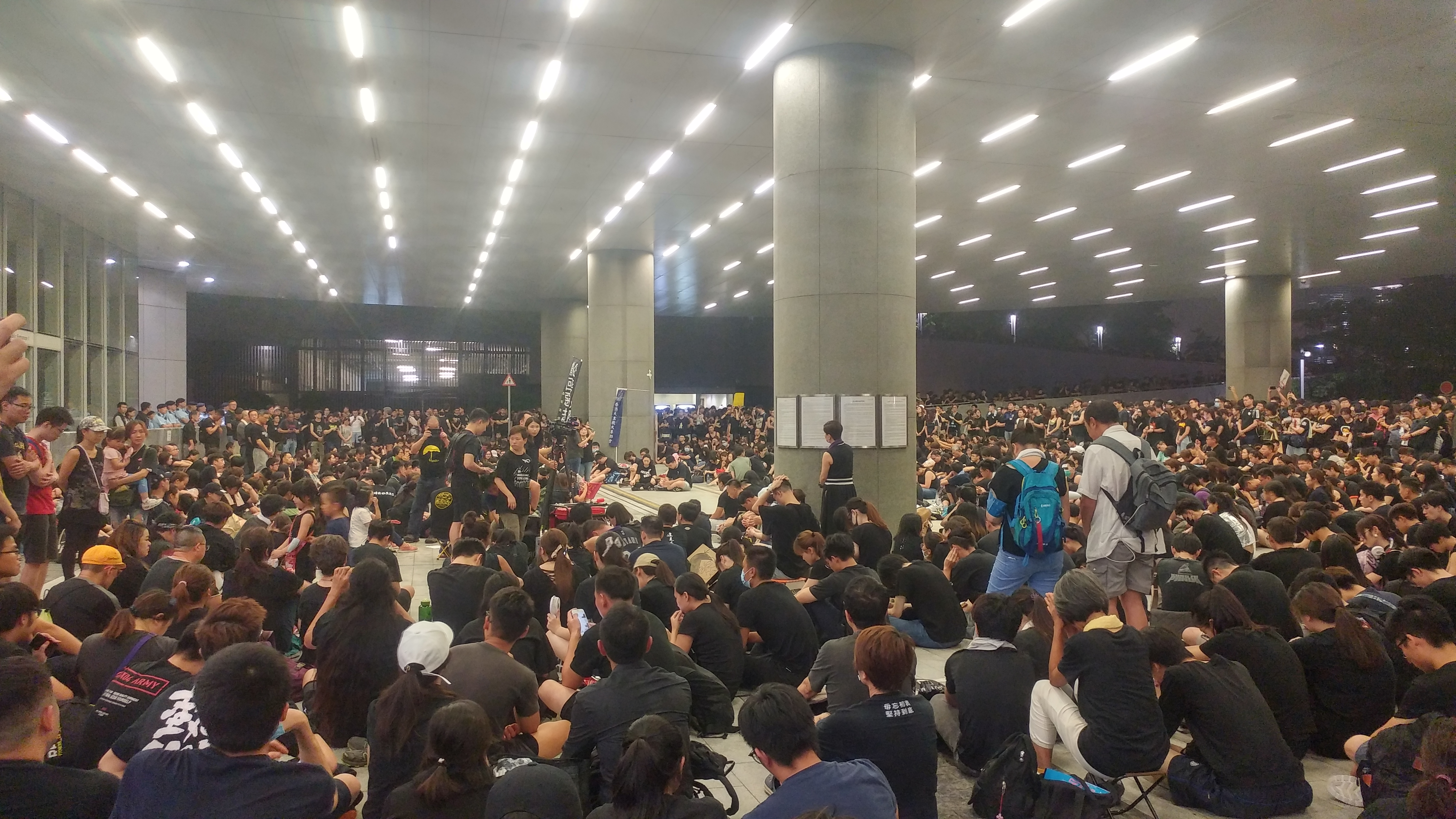
立法会総合ビルのデモ区画に集まる市民（21時36分）

17日2時すぎになると、デモ参加者のほとんどが金鐘を離れたが、一定数のデモ隊が残ったため、6時すぎにも政府庁舎、夏慤道、竜和道など立法会近くの道路を占領し続けた。7時すぎに警察約150人がやってきて、デモ隊に帰るよう呼びかけたが失敗、8時に撤退した。その後、竜和道を守備するデモ隊がいなくなったことで竜和道は8時半に車道に復旧した。また、政府が庁舎の一時閉鎖を発表した。10時53分には夏慤道も車道に復旧した。
同日午後、立法会総合ビルのデモ区画に留まるデモ隊約400人は次の行動について議論した。香港礼賓府に行進するなどの案が出されたが、結論は出なかった。16時、立法会議員の朱凱廸は行政長官オフィス（香港特別行政區行政長官辦公室）の外でデモ集会を行い、「逃亡犯条例改正案の完全撤回」「12日デモの暴動認定の取り消し」という2つの要求を掲げることを提案した。また、いつまでも待つのではなく、林鄭月娥に返答の期限を設けることも提案した。このとき、デモ隊の人数が再び千人以上になり、議論に参加する人が竜和道の車線に立っていたため、実質的には竜和道を再び占領する形となった。その後、デモ隊は夜には500人に減り、日付が変わる頃に約100人に減った。竜和道ではロードコーンを置いて通せんぼする程度となったが、警察が17日午後より全く行動しなかったため、占領が継続する形となった。
18日3時には雨が降ってきたため、金鐘に留まっていたデモ隊数十人は立法会総合ビルのデモ区画に移動した。これにより竜和道にデモ隊がいなくなり、警察は6時すぎにロードコーンを撤去して道路を復旧させた。同日、政府庁舎の閉鎖も解かれた。

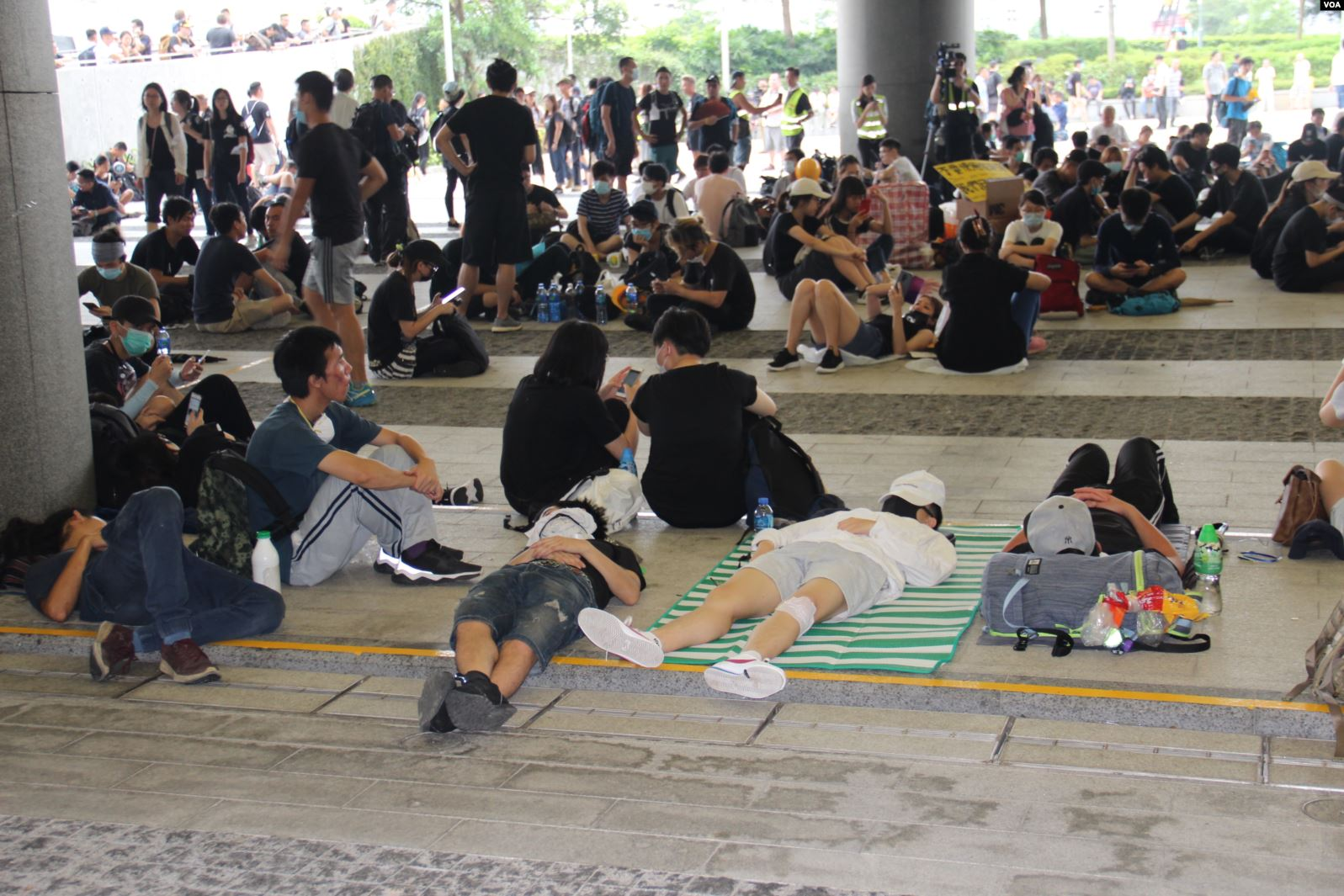
17日、立法会総合ビルのデモ区画に留まるデモ隊
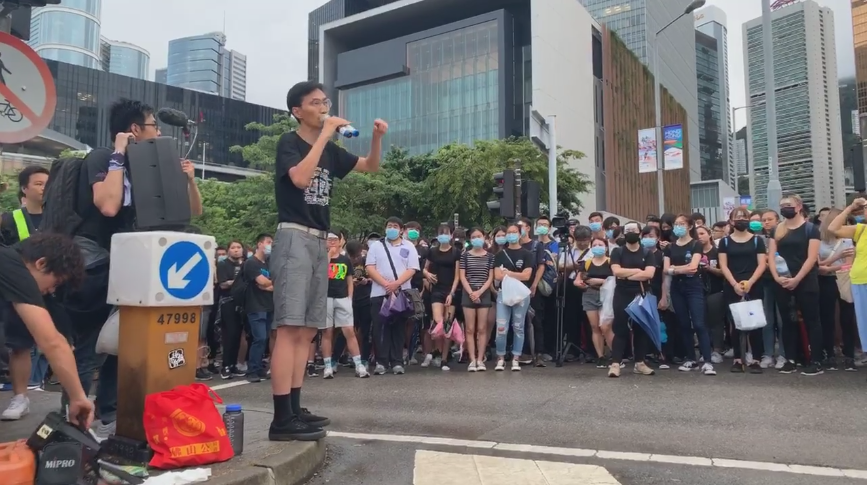
17日午後、立法会議員の朱凱廸（中国語版）がデモ隊に対し提案をする様子

## その後
18日午後、林鄭月娥は記者会見で逃亡犯条例改正案について謝罪したが、法案の完全撤回を拒否、辞任しないことを暗示した。
19日、香港中文大学、香港教育大学、香港城市大学、香港科技大学、香港恒生大学、香港演芸学院の学生自治会は合同記者会見を行い、香港政府に16日デモで市民より提出された要求（具体的には逃亡犯条例改正案の完全撤回、反対デモの暴動認定の取り消し、逮捕されたデモ隊の起訴取り消し、警察による過剰鎮圧への追及の4つ）に返答するよう求め、返答の期限を20日の17時に定めた。返答しなかった場合は市民に香港政府庁舎の包囲を呼びかけるとした。これに対し、香港政府は林鄭月娥が18日の記者会見ですでに謝罪したと述べ、これ以上の返答をしない方針を明らかにした。そして、20日の17時までにさらなる返答がなかったため、多くの団体が21日朝にさらなる行動を起こすよう呼びかけ、これに対し政府は21日に政府庁舎を一時閉鎖すると発表、立法会は22日の会議の延期を発表した。

## デモ参加者の人数
6月16日デモはその規模が大きかったため、参加した人数の計算も注目を集めていた。香港では主催者発表と警察発表の間に常に数倍の差があったが、デモが香港以来のメディアにも広く注目されたため、参加者数の統計法も報道されることとなった。16日デモの参加者数は主催者発表では2,000,000＋1人（200万人と飛び降り自殺した梁凌杰）、警察発表では33万8千人とされたが、やはり数倍の差があったためロイター、BBCニュース、天下雜誌から疑問視された。また、デモの計画が発表されたのはデモの数日前だったため、6月9日や7月1日のデモと違い人工知能による統計が準備できておらず、また近隣の道路にあふれたデモ参加者の多さにより計算が困難を極めた。
主催者と警察発表以外の主だった統計は下記の通り。
- 人工知能による統計システムを試験運用していた葉兆輝（中国語版）による概算は50万から80万人だった[81][82][83]。
- 元立法会議員姚松炎（中国語版）による計算は112万から184万人[5]
- 雷鼎鳴（中国語版）による推定では40万人だったが[6]、雷は9日デモに関する統計で誤りを指摘されており[84]、16日デモでも完全に修正できていなかった[6]。
- ビッグデータを使用した事前予想は89万2千から144万2千人[7][85]。

後に民陣が9月15日デモを届け出たとき、警察からの反対を受けたが、民陣が警察の決定について上告したとき、警察側の代表弁護士が「15日のデモに再度200万人が参加した場合、警察が秩序を維持する能力を持たない可能性がある」として反対、警察発表の338,000人が無視された形となった。